# 鈍川せせらぎ交流館
鈍川せせらぎ交流館（にぶかわせせらぎこうりゅうかん）は、愛媛県今治市玉川町鈍川にある今治市営の日帰り入浴施設である。

## 概要
鈍川温泉街の入口に位置している。
1996年に玉川町（現:今治市）が展開していた「鈍川ふれあいの里整備事業」の一環として、総事業費約6億85百万円で整備された。温泉、水、緑を融合した「森林のクアパーク」がコンセプトとなっている。湯は1989年の掘削で地下300メートルから湧出した源泉を引いている。
玉川町営の施設であったが、2005年1月16日に玉川町など1市11町村が合併し、新「今治市」が誕生し今治市に引き継がれた。指定管理者制度が導入されており、ありがとうサービスが管理運営を行っている。
2024年に「美肌の温泉」としての証明を受けた温泉となった。

## 沿革
- 1996年3月 - 「鈍川せせらぎ交流館」オープン。
- 2005年1月 - 市町村合併に伴い、今治市に引き継がれる。
- 2019年 - リニューアル工事を実施。
- 2021年
  - 2月 - 施設2階に鈍川めだか水族館をオープン。
  - 5月 - テントサウナ2基を導入。

## 施設
- 大浴場
- 休憩コーナー
- 軽食コーナー（せせらぎ食堂）
- 鈍川めだか水族館 - 約70品種（800～900匹）のメダカを展示している[1]。

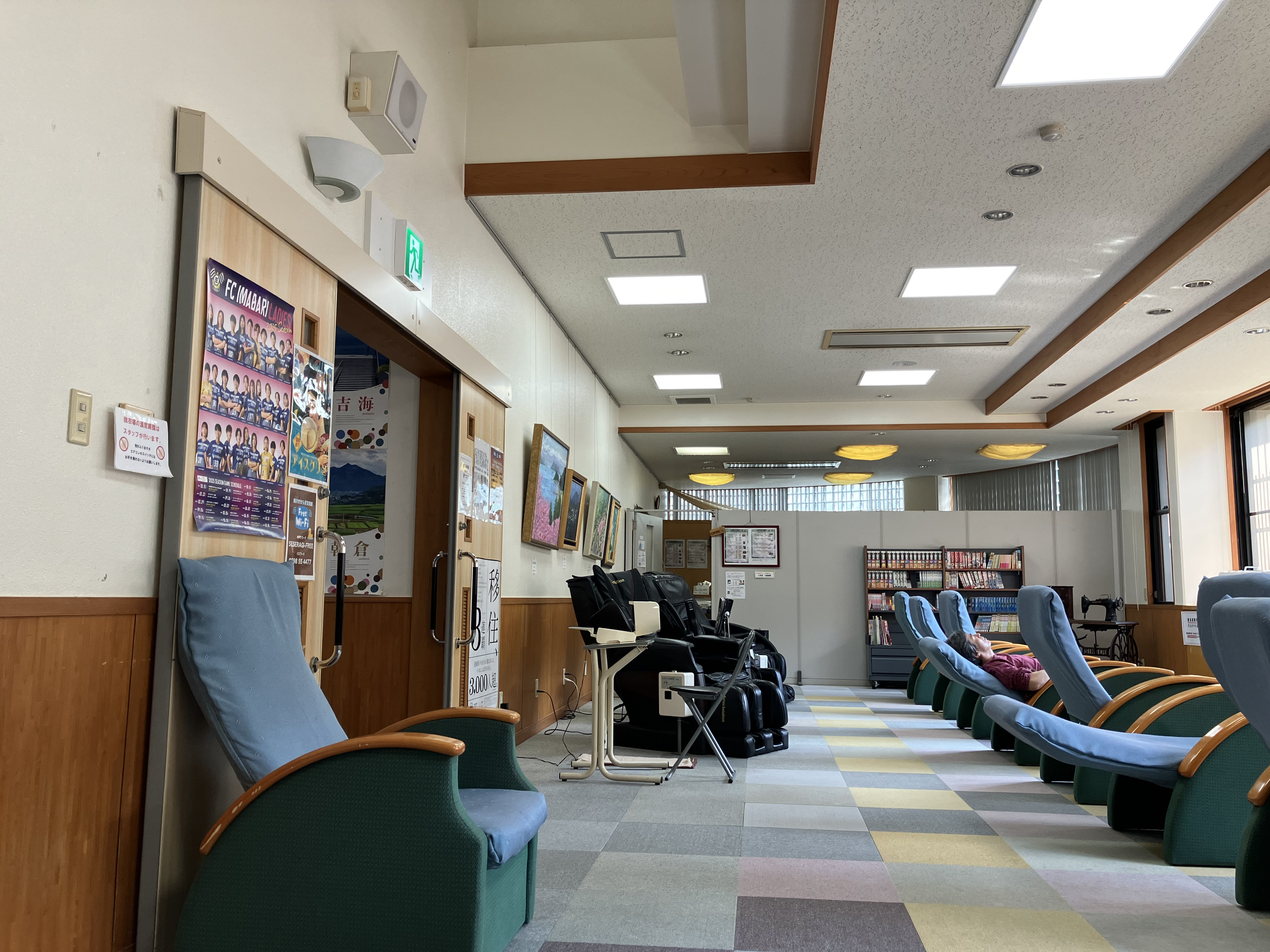
休憩コーナー。奥に漫画もある（2025年6月）
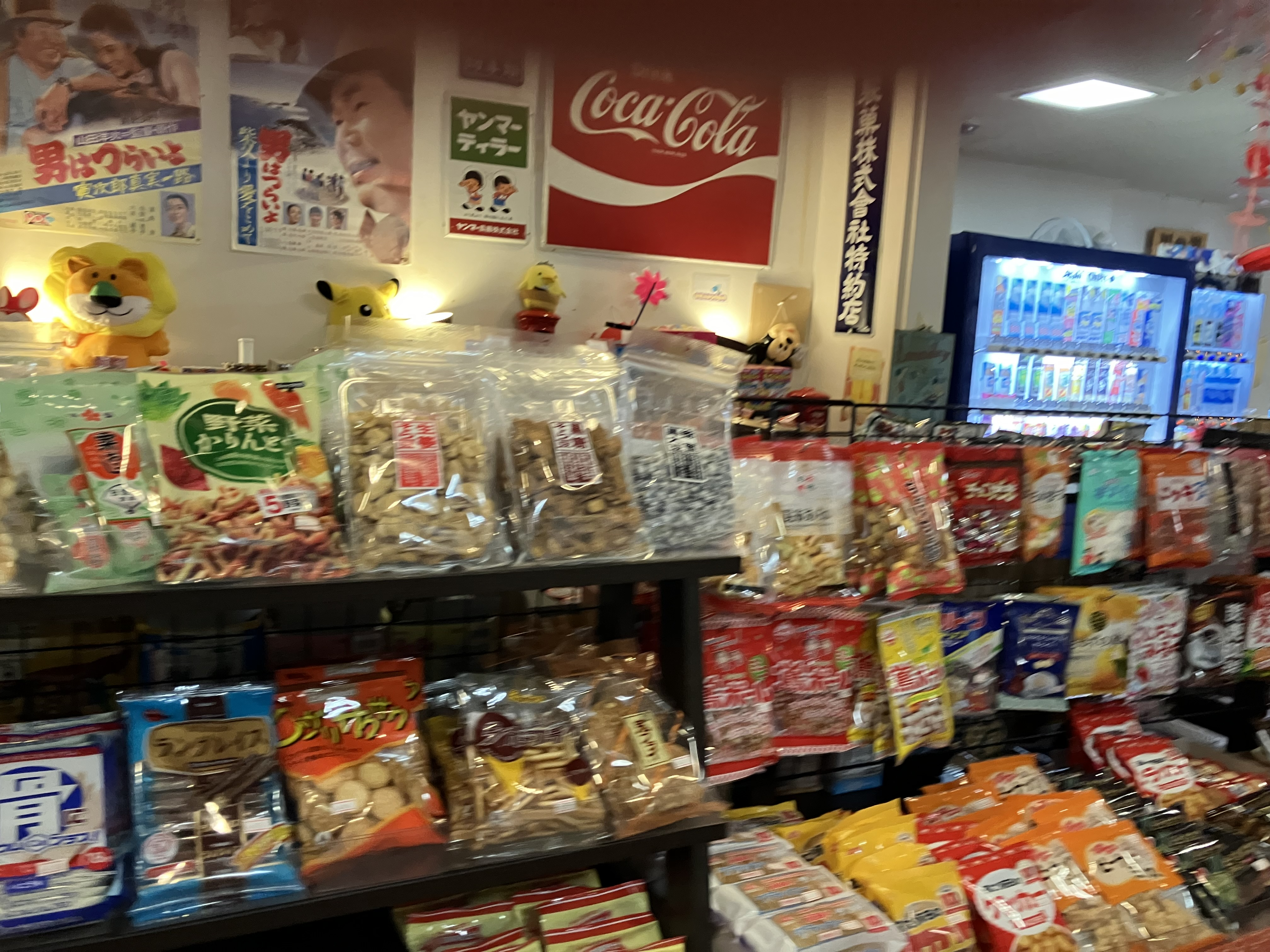
産直売場（2025年6月）
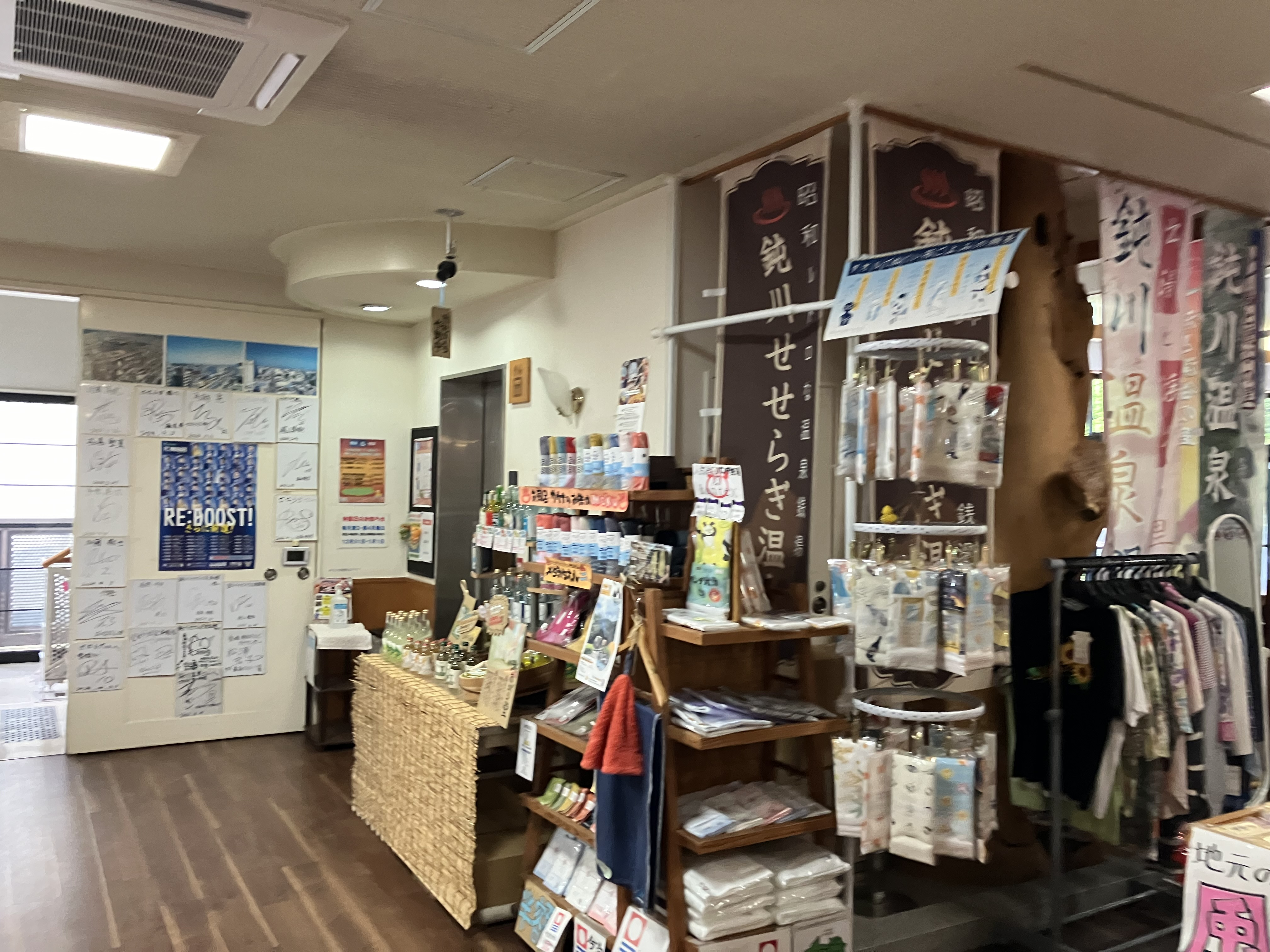
産直売場（2025年6月）
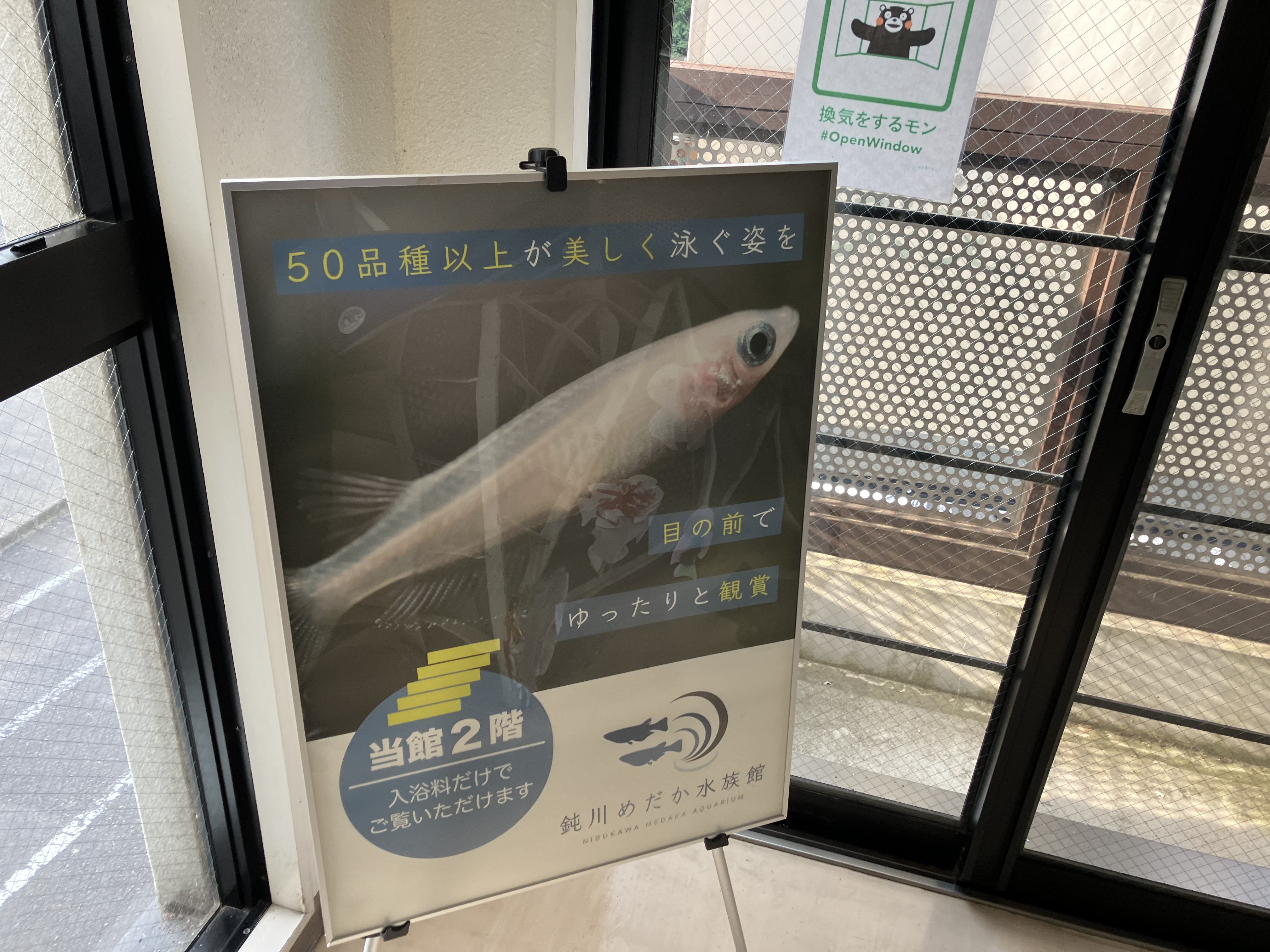
鈍川めだか水族館（2025年6月）
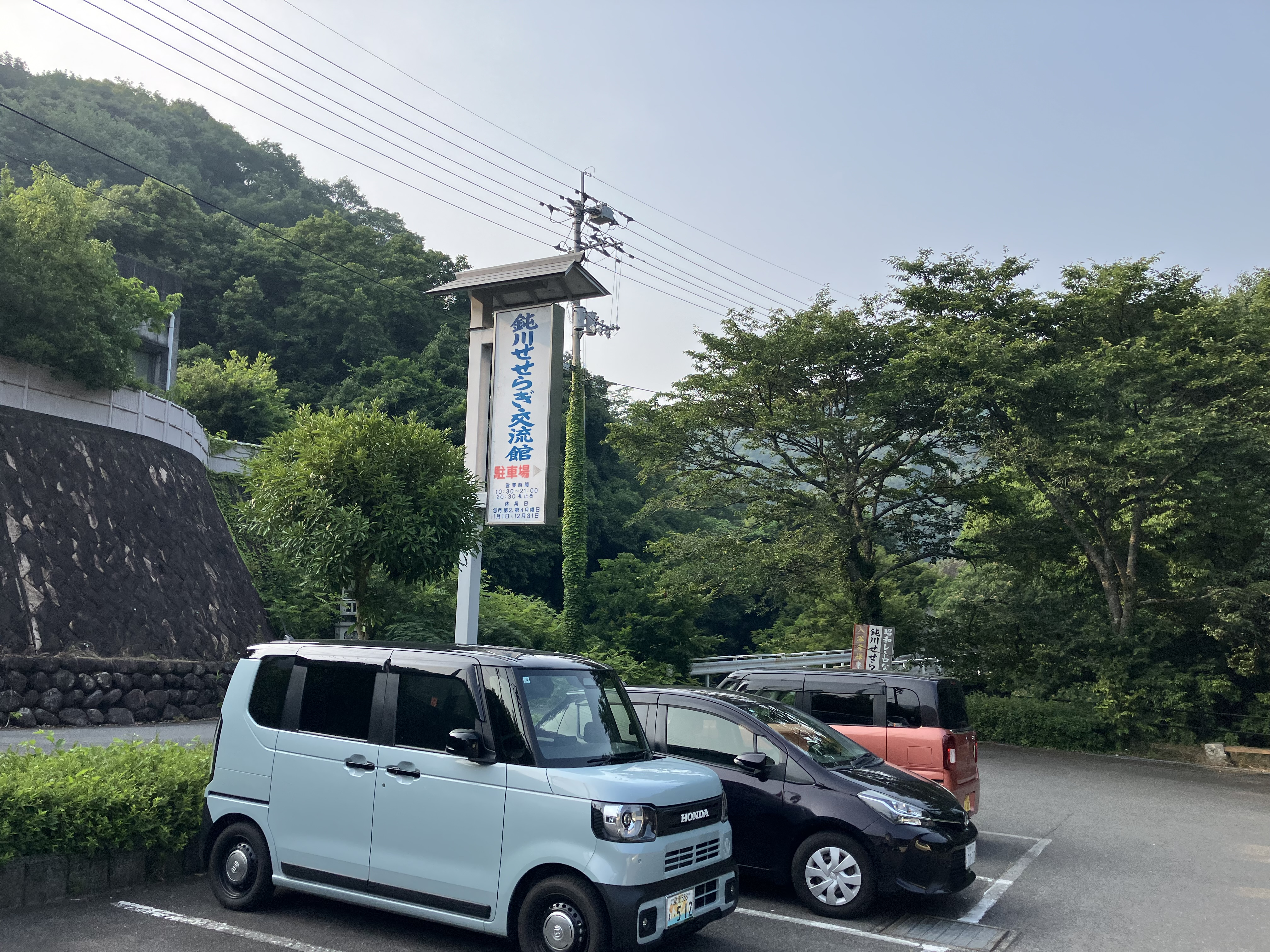
駐車場（2025年7月）
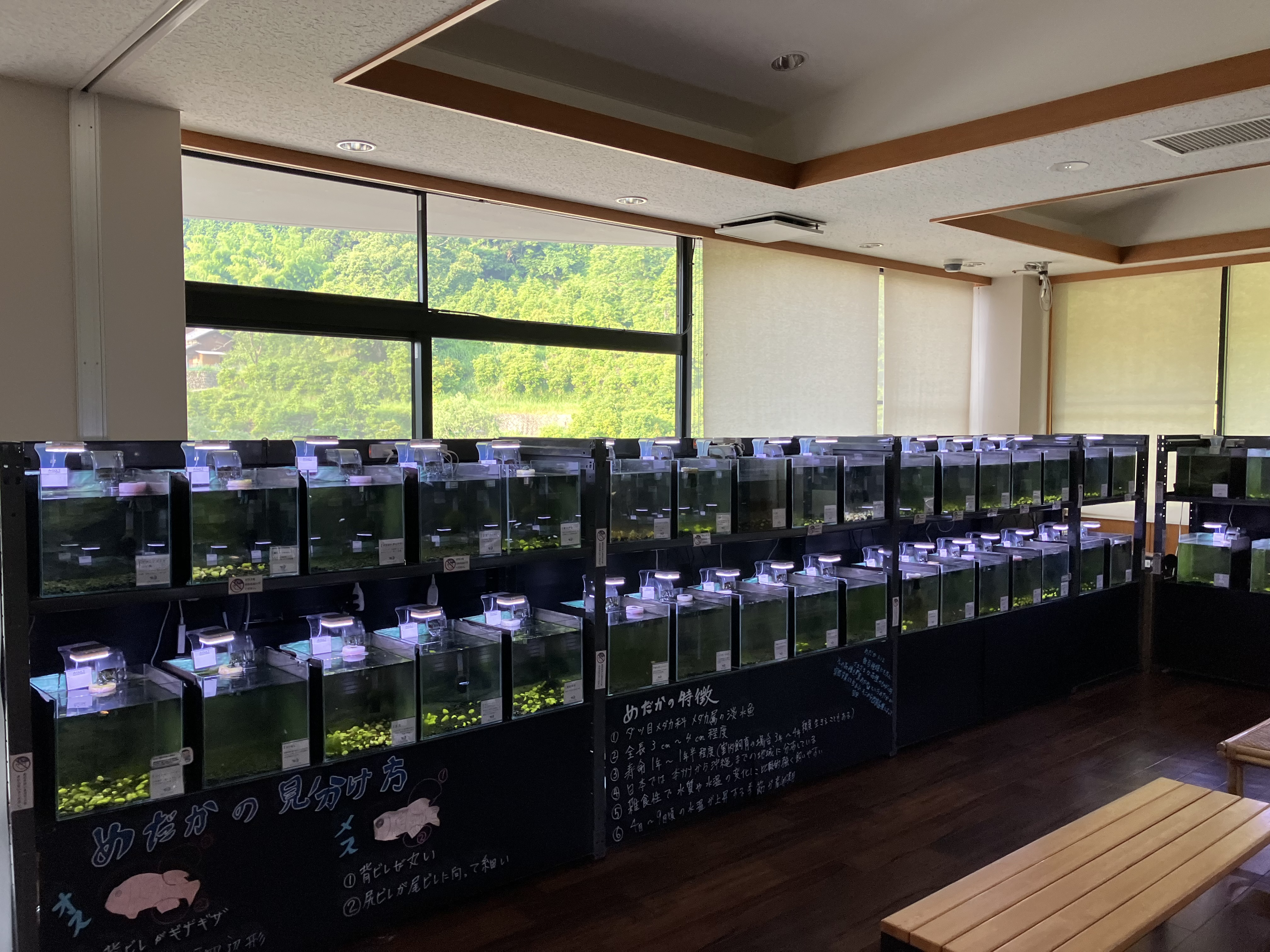
鈍川めだか水族館（2025年7月）
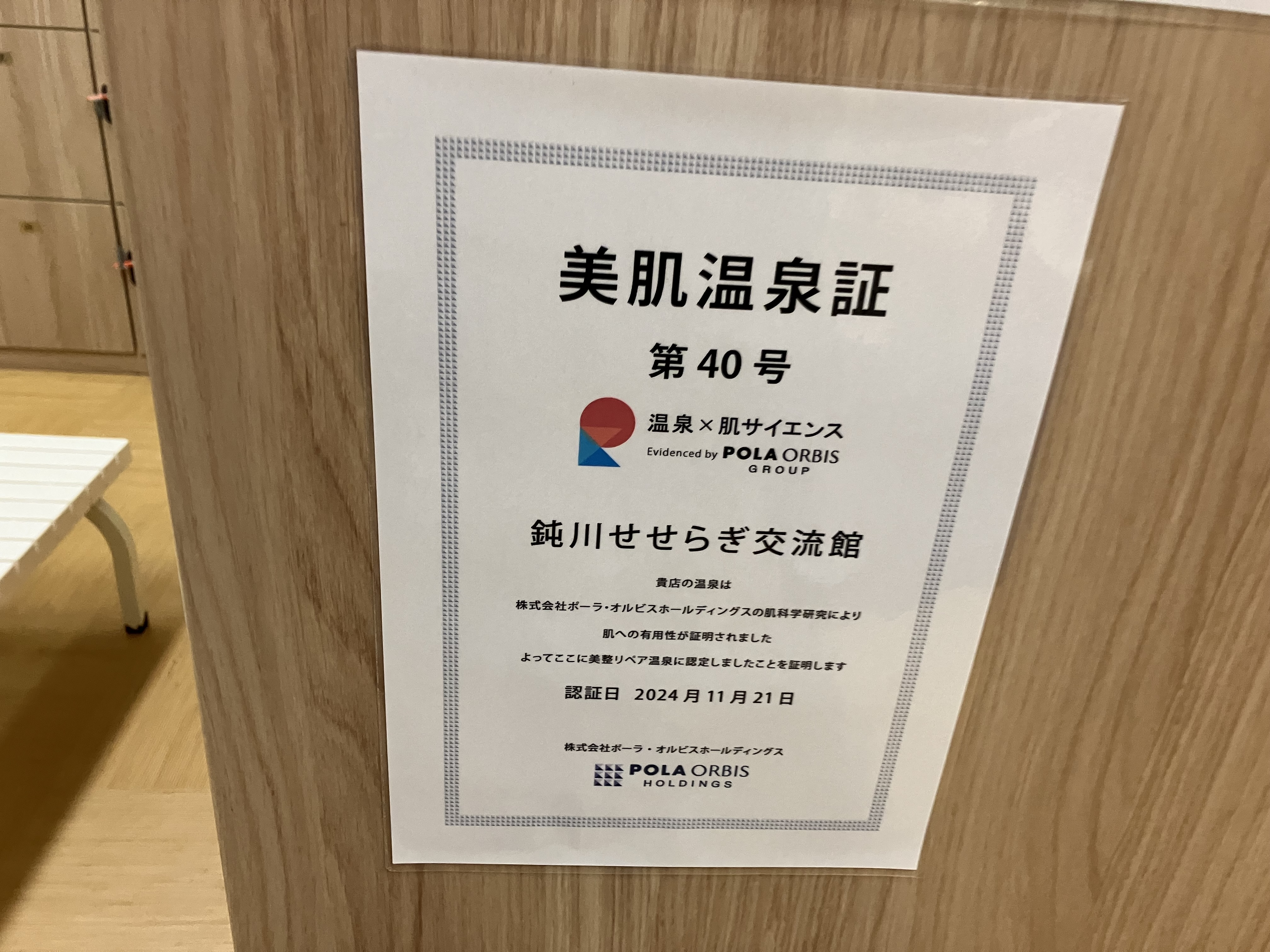
せせらぎ交流館の美肌温泉証（2025年7月）

## 交通アクセス

### 自動車
- 西瀬戸自動車道(瀬戸内しまなみ海道)今治インターチェンジから車で約17分。
- JR四国今治駅から車で約20分。
- 松山空港から車（国道317号線経由）で約60分。

### 公共交通機関
- 今治駅前、松山市駅より瀬戸内運輸（せとうちバス）特急バス今治～松山線で「散宿所前」停留所にて下車して、徒歩で約32分。
- 玉川地域乗合タクシー（予約制）「鈍川せせらぎ交流館」にて下車。